# Arje Deri
Arje Deri (hebr. אריה דרעי; ur. 17 lutego 1959 w Meknesie w Maroku) – izraelski polityk, lider religijnej partii politycznej Szas. Minister spraw wewnętrznych w latach 1988–1993 oraz 2015–2020 i od 2020 do 2021 roku, minister ekonomii i przemysłu Izraela w 2015 oraz minister rozwoju peryferii, Negewu i Galilei od 2015 do 2021. Poseł do Knesetu w latach 1992–1999, 2013–2016 i od 2019.
Na stanowisko szefa Szas został zastąpiony przez Eliego Jiszaja, po tym, jak skazano go za korupcję. Deri został uznany za winnego przyjęcia 155 tysięcy dolarów łapówki w trakcie pełnienia przez niego funkcji ministra spraw wewnętrznych, i skazany na trzy lata więzienia (zakład Ma’asijahu). Zwolniono go po 22 miesiącach. Karę skrócono ze względu na dobre sprawowanie więźnia.
W maju 2013 roku Deri powrócił do świata polityki po trzynastoletniej przerwie. Został desygnowany na stanowisko szefa Szas przez Radę Mędrców Tory pod przywództwem rabina Owadii Josefa.
29 grudnia 2022 Deri został po raz piąty zaprzysiężony na ministra spraw wewnętrznych, a także na ministra zdrowia w IV rządzie Binjamina Netanjahu. 24 stycznia 2023 został odwołany z piastowanego urzędu, z powodu decyzji Sądu Najwyższego, który stwierdził, że z powodu jego wyroków za oszustwa podatkowe nie może być ministrem.
Obejmował mandat posła w wyborach w 2013, 2015, 2019 i w 2021.